# Heinrich Fickler
Heinrich Wilhelm Hermann Karl Fickler (* 29. Mai 1872 in Clausthal, heute Clausthal-Zellerfeld; † nach 1942) war ein deutscher Jurist, zuletzt Reichsgerichtsrat.

## Leben
Ficklers Vorfahren waren Schönfärber. Sein Vater Karl (1837–1900) war Bergwerksdirektor im Harz und dann Geheimer Oberbergrat und Vortragender Rat im preußischen Ministerium für Handel und Gewerbe. Sein Bruder Erich (1874–1935) war seit 1927 Aufsichtsratsvorsitzender des Rheinisch-Westfälischen Kohlen-Syndikats.
Nach dem Besuch des Clausthaler Gymnasiums von 1880 bis 1889 studierte Fickler Rechtswissenschaften in Heidelberg, München und Berlin. 1892 trat er in den preußischen Staatsdienst ein und war dann als Referendar in Sangerhausen und Berlin tätig. 1897 ernannte man ihn zum Gerichtsassessor. Er arbeitete in Lübben, Luckau und Berlin. 1902 wurde er Amtsrichter am Amtsgericht Quedlinburg. 1911 folgte die Beförderung zum Amtsgerichtsrat, und dann zum Oberlandesgerichtsrat in Naumburg. Im Ersten Weltkrieg war er Kriegsteilnehmer als Hauptmann der Landwehr. 1924 war er Mitglied des Deutschen Evangelischen Kirchentags. 1925 kam er an das Reichsgericht. Er war in diesem Jahr als Richter dem IV. und V. Strafsenat des Reichsgerichts zugewiesen. 1936 wurde er für einige Monate im IV. Zivilsenat eingesetzt. Dann war er bis 1938 und von 1940 bis 1942 dem V. Zivilsenat zugeteilt. Fickler war auf Grundstücks-, Berg- und Wasserrecht spezialisiert.

## Ehrungen
- Landwehrdienstauszeichnung I, II Klasse
- Eisernes Kreuz I, II Klasse

## Werke
- Die rechtsprechenden Behörden Berlins: Teil a: Ordentliche Gerichte; Gewerbegerichte und Innungsschiedsgerichte; Militärgerichte. In: Aus dem Berliner Rechtsleben. FS XXVI. Deutscher Juristentag, Berlin 1902, S. 33ff.